# 笹島かほる
笹島 かほる（ささじま かほる、1973年10月4日 - ）は、日本の女性声優、歌手、音楽家。千葉県出身。フリー（INSPIONエージェンシー業務提携）。

## 経歴
2002年9月30日までオフィスCHK所属。その後フリーを経て、2003年12月からアーツビジョンに所属。2015年1月31日付けでアーツビジョンを離れ、再びフリーとなる。後にコトリボイスと業務提携。
2024年8月31日のコトリボイス解散に伴い、業務提携は解消となった。9月からはINSPIONエージェンシーとの業務提携を結び、自身のSNSでも報告した。

## 人物・エピソード
趣味はカラオケ、読書、メール交換、ゲーム。特技に牛乳の一気のみ、テニス、ものまねがある。
清水愛とは『らいむいろ戦奇譚』で共演したことがきっかけで始まったWebラジオ『ラブフェロモン』を通じてコンビ的な関係となり、やがてそれはテレビアニメ『あかほり外道アワーらぶげ 絶対正義ラブフェロモン』の制作・放映という展開にまで繋がった。2006年10月、新ユニット「きゅ〜る」を結成。
『らいむいろ戦奇譚』での共演をきっかけに、相本結香、あおきさやか、笹島かほる、TSUBASAの4人で脱力系お笑いカルテット「T-KY'S」（ティーキーズ）を結成し、2008年から2010年8月まで、イベントやライヴ活動、インターネットラジオ『ラジオdeT-KY'S!!』の配信などで活動していた。
2013年6月9日、2003年に発売された成年向けゲーム『巫女みこナース』の主題歌「巫女みこナース・愛のテーマ」を歌った歌手である「Chu☆」本人であることをツイッター上で明かした。ゲーム発売（曲公開）10周年を記念してライブ出演したのがカミングアウトのきっかけである。本人いわく「流行をほくそ笑みながら見守ってきた」とのこと。

## 出演
太字はメインキャラクター。

### テレビアニメ
1997年
- あずみマンマ・ミーア（さやか）
- しましまとらのしまじろう（コンタ）

1998年
- プリンセスナイン 如月女子高野球部（少女）　

1999年
- 神風怪盗ジャンヌ（華道部員、園児、女生徒 他）
- 仙界伝 封神演義（李興覇）

2000年
- イメル（イメル）
- 週刊ストーリーランド 落ちるワイン

2001年
- フルーツバスケット（女子1）

2002年
- シスター・プリンセス RePure（じいや）
- 東京アンダーグラウンド（テイル・アシュフォード）
- HAPPY★LESSON（2002年 - 2003年、五箇条さつき） - 2シリーズ

2003年
- 最遊記シリーズ（2003年 - 2022年、江流） - 3シリーズ
- なるたる（本田亜季）
- MOUSE（女性レポーター）
- らいむいろ戦奇譚（加藤麻）

2004年
- GANTZ（神田みか）
- 光と水のダフネ（ローズマリー）
- ヒットをねらえ!（早川和美）
- MAJOR 1st season（沢村涼太）

2005年
- あかほり外道アワーらぶげ（佐嶋薫子）
- おくさまは女子高生（水ノ咲サスケ）
- 機動新撰組 萌えよ剣 TV（渡瀬きよみ）
- とっとこハム太郎（2005年 - 2007年、サーファーくん） - 2シリーズ
- はっぴぃセブン 〜ざ・テレビまんが〜（鮫島薫）
- ロックマンエグゼStream（アナウンス）

2006年
- 鍵姫物語 永久アリス輪舞曲（ジャック・ジャクリーン）
- 彩雲国物語（曜春）
- 爆球Hit! クラッシュビーダマン（玉賀必人）
- MUSASHI -GUN道-（豊臣秀頼）
- MÄR-メルヘヴン-（プルート）
- ヤマトナデシコ七変化♥（高野恭平（少年時代）、男の子）

2007年
- 忍たま乱太郎（生徒、おばさん）
- ぷるるんっ!しずくちゃん（シュガー王子）

2008年
- クレヨンしんちゃん（男児B）
- ゲゲゲの鬼太郎（第5作）（花子）
- ネットゴーストPIPOPA（2008年 - 2009年、進藤守）

2009年
- あたしンち（小学生）
- 狼と香辛料II（エウ・ラント）
- ご姉弟物語（たかゆき）

2011年
- レベルE（赤川太陽）

2012年
- あらしのよるに 〜ひみつのともだち〜（ガブの母親）
- エリアの騎士（花井美咲）
- GON -ゴン-（2012年 - 2013年、ウラ、テム、カン）

2013年
- DIABOLIK LOVERS（シュウ〈幼少期〉）

2014年
- ベイビーステップ（岩佐の母）
- 名探偵コナン（香川志信）

2016年
- TO BE HERO（ダイ王子〈10歳〉）

2022年
- 最遊記RELOAD -ZEROIN-（江流）

2024年
- 狼と香辛料 MERCHANT MEETS THE WISE WOLF（エウ・ラント）

### 劇場アニメ
- 夢かける高原 清里の父 ポール・ラッシュ（2002年、修女A）
- 劇場版MAJOR メジャー 友情の一球（2008年、沢村涼太）
- クレヨンしんちゃん 超時空!嵐を呼ぶオラの花嫁（2010年、子供A）

### OVA
2001年
- HAPPY★LESSON（五箇条さつき）

2002年
- Happy World!（江口素子）

2003年
- 機動新撰組 萌えよ剣（渡瀬きよみ）
- True Love Story Summer Days, and yet...（桐屋里未）
- モエかん THE ANIMATION（隷）

2004年
- HAPPY★LESSON THE FINAL（五箇条さつき）
- らいむいろ戦奇譚 南国夢浪漫（加藤麻）

2007年
- 最遊記RELOAD -burial-（江流）

2008年
- やなせたかしメルヘン劇場 しっぽのうた（チビ）
- やなせたかしメルヘン劇場 ほしのこルンダ くろいほしのナニイ（ケロコ）

2012年
- 名探偵コナン えくすかりばあの奇跡（セイゴ）

### Webアニメ
- いくぜっ! 源さん（2008年、子供B）
- サイクロプス少女さいぷ〜（2013年、なつ[11]）
- 七ヶ浜でみつけた（2021年、やよいの母）

### ゲーム
1999年
- Spiritual Soul（リムル、キリー）
- ぷらすぷらむ（カナン）
  - ぷらすぷらむ2（2004年、カナン、司会者）

2001年
- エクソダスギルティー・ネオス（ティティ）
- エバーグリーン・アベニュー（アッシュ）
- シェンムーII（ヨウロウヒ）
- てんたま（紅絹）
- HAPPY★LESSON（五箇条さつき）

2002年
- 機動新撰組 萌えよ剣（渡瀬清美）
- ファーランドシンフォニー（ウルラス）
- マジデスファイト!（シンク）
- メモリアルソング（河本千夏）

2003年
- Iris 〜イリス〜（御堂東雲）
- Angel's Feather（風間真理）
- True Love Story Summer Days, and yet...（桐屋里未）
- バテン・カイトス 終わらない翼と失われた海（パロロ三世、ヴァレイ）

2004年
- 転生學園幻蒼録（榊原拓実、橘愛子）
- てんたま2wins（紅絹、葉子）
- らいむいろ戦奇譚☆純（加藤麻）

2005年
- 怪盗アプリコット（藤島瑞希）
- 状況開始っ!（一文字京）
- スーパーマリオスタジアム ミラクルベースボール（ディクシーコング、マーレ、チョロプー）

2006年
- マリオバスケ 3on3（ディクシーコング）

2007年
- ソルフェージュ（フローレンス＝M＝スミス）
- ドンキーコング たるジェットレース（ディクシーコング、タイニーコング）
- ドンキーコング ジャングルクライマー（ディクシーコング）

2008年
- スーパーマリオスタジアム ファミリーベースボール（ディクシーコング、タイニーコング、マーレ、チョロプー）

2010年
- かおチェンバトル ガンメングランプリ!（マイク・アナ美）

2013年
- 真・女神転生IV（カガ）

2014年
- ドンキーコング トロピカルフリーズ（ディクシーコング）

2016年
- 真・女神転生IV FINAL（イナンナ）
- ビーナスイレブンびびっど!（篁つくし）

2018年
- ドンキーコング トロピカルフリーズ（ディクシーコング）
- 天涯ニ舞ウ、粋ナ花
- ピオフィオーレの晩鐘（ルカ）

2020年
- ピオフィオーレの晩鐘 -Episodio1926-（ルカ）

2021年
- 魔界戦記ディスガイア6（ゼット）

2022年
- スターオーシャン6 THE DIVINE FORCE（メルティア・ジエレー）

2023年
- 女神楽園 ガーデス・パラダイス（アポロン）

2024年
- 百英雄伝（スピー、スイ）

### ラジオ・ドラマCD
- アクエリアンエイジ（飯塚秋緒）
- エバーグリーン･アベニュー（アッシュ）
- 仙界伝〜封神演義（李興覇）
- デ･ジ･キャラット
- 東京アンダーグラウンド（テイル･アシュフォード）
- トゥルーラブストーリーSummer Days and yet･･･（桐屋里未シングル）
- ドラマCD あかほり外道アワー「らぶげ」オリジナルCDドラマその1（佐嶋薫子）
- ドラマCD あかほり外道アワー「らぶげ」オリジナルCDドラマその2（佐嶋薫子）
- ドラマCD Good Morning ティーチャー（沖田里美）
- HAPPY★LESSON ADVANSE（五箇条さつきシングル&アルバム）
- ドラマCD PINKY:SHOW TIME #001（おばあちゃん、店員ほか）
- ドラマCD PINKY:SHOW TIME #002（おばあちゃん、店員ほか）
- プラネットガーディアン（ピロスケ）
- ミストテルージュ（グラン･イダニスタ）
- メモリアルソング（千夏 シングル）
- らいむいろ戦奇譚（加藤麻 シングル&アルバム）
- ラジオCD 愛とかほるのラブフェロモン! 第1巻　笹島かほる・清水愛
- ラジオCD 愛とかほるのラブフェロモン! 第2巻　笹島かほる・清水愛
- ラジオCD 愛とかほるのラブフェロモン! 第3巻　笹島かほる・清水愛
- ラジオCD 愛とかほるのラブフェロモン! DJCD SP1　笹島かほる清水愛
- ラジオCD 愛とかほるのらぶフェロ CDスペシャルアタックNo.1　笹島かほる・清水愛
- ラジオCD 愛とかほるのらぶフェロ CDスペシャルアタックNo.2　笹島かほる・清水愛
- Lotus Garden-次世代の勇者達へ-（キバ・カートライト）

### モーションコミック
- カフェちゃんとブレークタイム（セイ）

### 吹き替え

#### 映画
- 愛・ビート・ライム（ココ〈アジーリア・バンクス〉）※Netflix版
- アクトレス
- ヴィーガンズ・ハム（ステファニー・ブラシャール〈ヴィルジニー・ホック〉[18]）
- ウォリアー・ゲート 時空を超えた騎士（ジャック〈ユリア・シェルトン〉）
- オータム・イン・ニューヨーク
- 風鳴村（カート〈アダム・トーマス・ライト〉）
- 銀杏のベッド
- グリース
- グリーン・ナイト（グィネヴィア王妃）
- クルーレス
- クレイジー/ビューティフル
- グンダラ ライズ・オブ・ヒーロー（少年期のサンチャカ[19]）
- コールド・バレット 凍てついた七月（アン・デイン〈ヴィネッサ・ショウ〉）
- 氷の上のふたり（ルーク〈ダコタ・ゴヨ〉）
- ザ・スクエア 思いやりの聖域（少年〈エリハンドロ・エドゥアルド〉）
- ザ・デヴィジョン・イヴのすべて
- スネーク
- スノー・ドッグ
- 素晴らしき日
- スモール・アドベンチャー/パパママ救出大作戦（フルダ・シュテッヒバルト〈アンドレア・サバスキ〉[20]）
- 戦慄病棟（ロリー〈マイケル・オームズビー〉）
- ソードX -SWORD X-（ステラ）
- ダーク・エンジェル 闇を支配した男（チェルシー）
- ダーク・スクール（ジニー）
- ダナ&ルー（マーク）
- チム あこがれの人（チェミン）
- 提督の艦隊（アンナ・デ・ロイテル〈サネ・ランゲラール〉）
- デストロイヤー
- 21ブリッジ（フランキー・バーンズ〈シエナ・ミラー〉[21]）
- ドクター・ポン（ヨジン〈キム・ヘス〉）
- ドリームキャッチャー 呪われた魔除け（ジョシュ〈フィンレイ・ヴォイタク・ヒソン〉[22]）
- ドント・ノック・トワイス（ジェス）
- ナイト・ウォッチャー（エセル〈ヘレン・ハント〉）
- 2002 ワンワンカップ（エマ・パター）
- ハイジ アルプスの物語（ペーター〈クイリン・アグリッピ〉[23]）
- パイレーツ・アイランド/黄金島の秘宝（ニコラス）
- バブル・ボーイ
- 必殺処刑ハンター2
- マックスとヘラジカの大冒険 クリスマスを救え（マックス〈デニス・レインズマ〉）
- マティアス&マキシム（フランシーヌ〈ミシュリーヌ・ベルナール〉[24]）
- マルモイ ことばあつめ（ク・ジャヨン〈キム・ソニョン〉[25]）
- 密告の代償（マリオ）
- モールおじさんとチョコレート工場（ジャッキー〈ルー・フォーゲル〉[26]）
- ラッシュアワー2
- LAクラッシュ（ジェーン）
- ワイルドローラーボール

#### ドラマ
- オー・マイ・クムビ（ユ・ジュヨン〈オ・ユナ〉）
- ビバリーヒルズ青春白書
- ボーイ・ミーツ・ワールド（フェリシア）
- ミュータントX（エマ）

#### アニメ
- アウルハウス（イーダ）
- チェブラーシカ（キリン）
- スイチュー!フレンズ（シェルシー、ブランドン、フイッシントン、ピラニカ、ダン、ネズミ 他）
- 凹凸世界（アント[27]）
- なかよしおばけ（ヘンリー）※DVD版
- プラウドファミリー（サンセット[28]）
- マロナの幻想的な物語り（イシュトヴァンの母親[29]）

### ラジオ
- かほる&きみこのHAPPY★LESSON（KBS京都）
- かほる&きみきみドキドキHAPPY☆LESSON（AM神戸）
- らいむいろ女学院（AM神戸：2002年8月 - 2003年9月）
- らいむいろ女学院☆純（AM神戸：2003年10月 - 2004年3月）
- 愛とかほるのラブフェロモン!（アニメイトTV：2004年5月 - 2005年2月）
- らぶげ魂 らぶフェロ♥（音泉、ランティスウェブラジオ：2005年4月 - 12月）
- らぶフェロの頑張りましょう儲けましょう（アニメイトTV、音泉：2006年1月 - 9月）
- キュ〜ルのキンダーガーテンへようこそ（TARGET INNOVATION RADIO：2006年10月 - 2007年12月）
- 聴いてくれたら胃〜之煮（studio TeaParty：2006年11月 - ）
- ラジオdeT-KY'S!!（インターネットラジオ&ブログ 2008年5月 - 2010年9月）
- まじ☆すか通信（インターネットラジオ&ブログ 2010年10月 - ）

### ラジオドラマ
- VOMIC スイッチガール（佐藤）

### R-CM/TV-CM/NR
- アニメージュ
- 学校の幽霊
- ここがヘンだよ日本人（TBS）
- 新種発見たまごっち育児ブック
- 西姶良クリーンセンター
- ヴァーナル化粧品
- ファット・ゼロ

### その他コンテンツ
- ひきゃく君でゲット/佐川急便（ひきゃく君）
- 海から来た少女マナ・島根県立三瓶自然館プラネタリウム作品（子供時代の昇の声）
- 『ティアラ!』名作劇場 ふろくドラマCD 「ふしぎの国のアリス」（チェシャネコ）
- 『ティアラ!』名作劇場 ふろくドラマCD 「シンデレラ」（王子）
- トゥルースシェル・プロデュース第2回公演「LOST!? 〜冒険者たちへ〜」（2011年4月7日 - 10日、せんがわ劇場）

## ディスコグラフィ

### キャラクターソング
| 発売日   | 商品名                                                        | 歌                                                                      | 楽曲                               | 備考                                                         |
| 2002年   | 2002年                                                        | 2002年                                                                  | 2002年                             | 2002年                                                       |
| -------- | ------------------------------------------------------------- | ----------------------------------------------------------------------- | ---------------------------------- | ------------------------------------------------------------ |
| 12月25日 | 凛花                                                          | らいむ隊                                                                | 「凛花」                           | PCゲーム、テレビアニメ『らいむいろ戦奇譚』オープニングテーマ |
| 12月25日 | 凛花                                                          | らいむ隊                                                                | 「ETERNAL」                        | PCゲーム、テレビアニメ『らいむいろ戦奇譚』エンディングテーマ |
| 2003年   |                                                               |                                                                         |                                    |                                                              |
| 1月22日  | らいむいろ戦奇譚 ヴォーカル集『凛花』                         | 加藤麻（笹島かほる）、福島絹（あおきさやか）                            | 「BRAVE」                          | テレビアニメ『らいむいろ戦奇譚』関連曲                       |
| 1月22日  | らいむいろ戦奇譚 ヴォーカル集『凛花』                         | 加藤麻（笹島かほる）                                                    | 「You're My Hero」                 | テレビアニメ『らいむいろ戦奇譚』関連曲                       |
| 5月7日   | らいむいろ戦奇譚 キャラクターアルバム「加藤麻（笹島かほる）」 | 加藤麻（笹島かほる）                                                    | 「秋風の行方」                     | OVA『らいむいろ戦奇譚 南国夢浪漫』挿入歌                     |
| 5月7日   | らいむいろ戦奇譚 キャラクターアルバム「加藤麻（笹島かほる）」 | 加藤麻（笹島かほる）                                                    | 「蒼の星」 「時代の祈り」          | テレビアニメ『らいむいろ戦奇譚』関連曲                       |
| 2004年   |                                                               |                                                                         |                                    |                                                              |
| 1月28日  | HAPPY☆LESSON「MELODY」                                        | 5人のママ（浅野るり、木村亜希子、井上喜久子、こやまきみこ、笹島かほる） | 「MELODY」                         | テレビアニメ『HAPPY★LESSON ADVANCE』関連曲                   |
| 4月23日  | らいむいろ戦奇譚 南国夢浪漫 前編 初回限定版特典CD             | らいむ隊                                                                | 「学園天国」                       | OVA『らいむいろ戦奇譚 南国夢浪漫』エンディングテーマ         |
| 2005年   |                                                               |                                                                         |                                    |                                                              |
| 7月27日  | 熱唱！！らぶげナイトフィーバー                                | ラブフェロモン&外道乙女隊 featuring 桃井はるこ&影山ヒロノブ             | 「熱唱！！らぶげナイトフィーバー」 | テレビアニメ『あかほり外道アワーらぶげ』オープニングテーマ   |
| 7月27日  | 熱唱！！らぶげナイトフィーバー                                | ラブフェロモン                                                          | 「恋のラブフェロモン」             | テレビアニメ『絶対正義ラブフェロモン』関連曲                 |

### その他参加楽曲
| 発売日         | 商品名              | 歌                     | 楽曲                           | 備考                                                  |
| -------------- | ------------------- | ---------------------- | ------------------------------ | ----------------------------------------------------- |
| 2001年9月29日  | キミへのVictory     | 古山きみこ、笹島かほる | 「キミへのVictory」            | OVA『帰ってきたコートの中の天使達』オープニングテーマ |
| 2003年12月29日 | GWAVE 2003 1st Beat | Chu☆                   | 「巫女みこナース・愛のテーマ」 | PCゲーム『巫女みこナース』オープニングテーマ          |

CD未収録
- PCゲーム『巫女みこナース』エンディング曲「巫女みこナース・愛しき人に捧ぐカノン」（Chu☆名義）

### 映像作品
- らいむいろ戦奇譚 スペシャルDVD 戦士の休息（2003年6月27日、2003年3月開催のイベントを収録）
- らいむいろ戦奇譚 イベントDVD〜Eternal〜（2004年7月23日）

### シリーズ一覧
1. ↑  第1期『THE TV』（2002年）、第2期『ADVANCE』（2003年）
2. ↑  『最遊記RELOAD』（2003年 - 2004年）、『最遊記RELOAD GUNLOCK』（2004年）、『最遊記RELOAD -ZEROIN-』（2022年）
3. ↑  第2期『はむはむぱらだいちゅ!』（2005年）、第3期『は〜い!』（2007年）

### ユニットメンバー
1. 1 2  清水愛、音宮つばさ、笹島かほる、あおきさやか、相本結香
2. 1 2  良澄愛美（清水愛）、佐嶋薫子（笹島かほる）